# 华南师范大学
华南师范大学（英語：South China Normal University），简称华南师大或华师，是一所位于中华人民共和国广东省广州市、佛山市和汕尾市的公立综合研究型大学，由广东省人民政府和教育部共建。华南师范大学创立于1933年，1996年进入211工程建设大学行列，2017年进入世界一流学科建设高校名单，是現時13所廣東省高水平大學之一。
华南师范大学前身为1933年创立的广东省立勷勤大学师范学院，1935年更名为勷勤大学教育学院，1938年独立改办为广东省立教育学院，1939年改办为广东省立文理学院，1950年更名广东省文理学院。1951年10月，国立中山大学师范学院、私立华南联合大学教育系并入广东省文理学院，设立华南师范学院。1952年，南方大学俄语系、私立岭南大学教育系、国立海南师范学院、国立广西大学教育系、湖南大学史地系地理专修科、国立南昌大学师范部地理专修科和海南师范专科学校等院校及系科并入。1970年，学校改称为广东师范学院，1977年复名为华南师范学院，1982年更名华南师范大学。
华南师范大学法定地址为广东省广州市天河区中山大道西55号，现共有广州石牌、广州大学城、佛山南海和汕尾4个校区，占地面积合共3025亩。石牌校区为校本部，位于广州市天河区石牌街道，临近广州地铁三号线华师站和铁路广州东站；大学城校区位于广州市番禺区小谷围街道广州大学城，临近广州地铁四号线大学城北站；南海校区位于佛山市南海区狮山镇；汕尾校区位于汕尾市城区马宫街道。
2017年教育部第四轮学科评估中，华南师范大学体育学、教育学、马克思主义理论3个学科获A-评级，心理学获A+评级。截至2020年3月，华南师范大学共有19个一级学科博士学位授权点，33个一级学科硕士学位授权点。

## 历史沿革

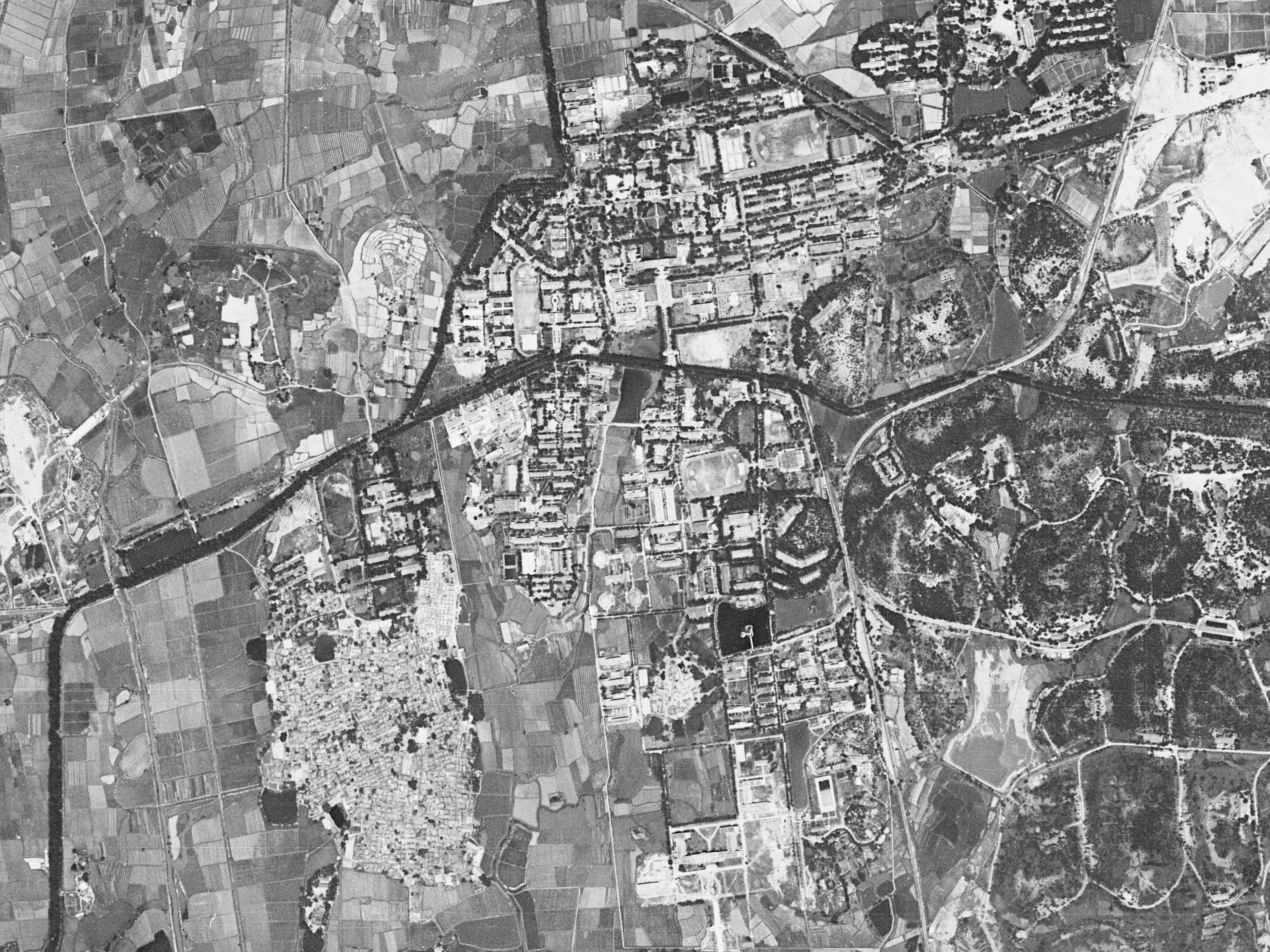
1966年华南师范学院（中上）和石牌村（左下）、暨南大学（中下）卫星图

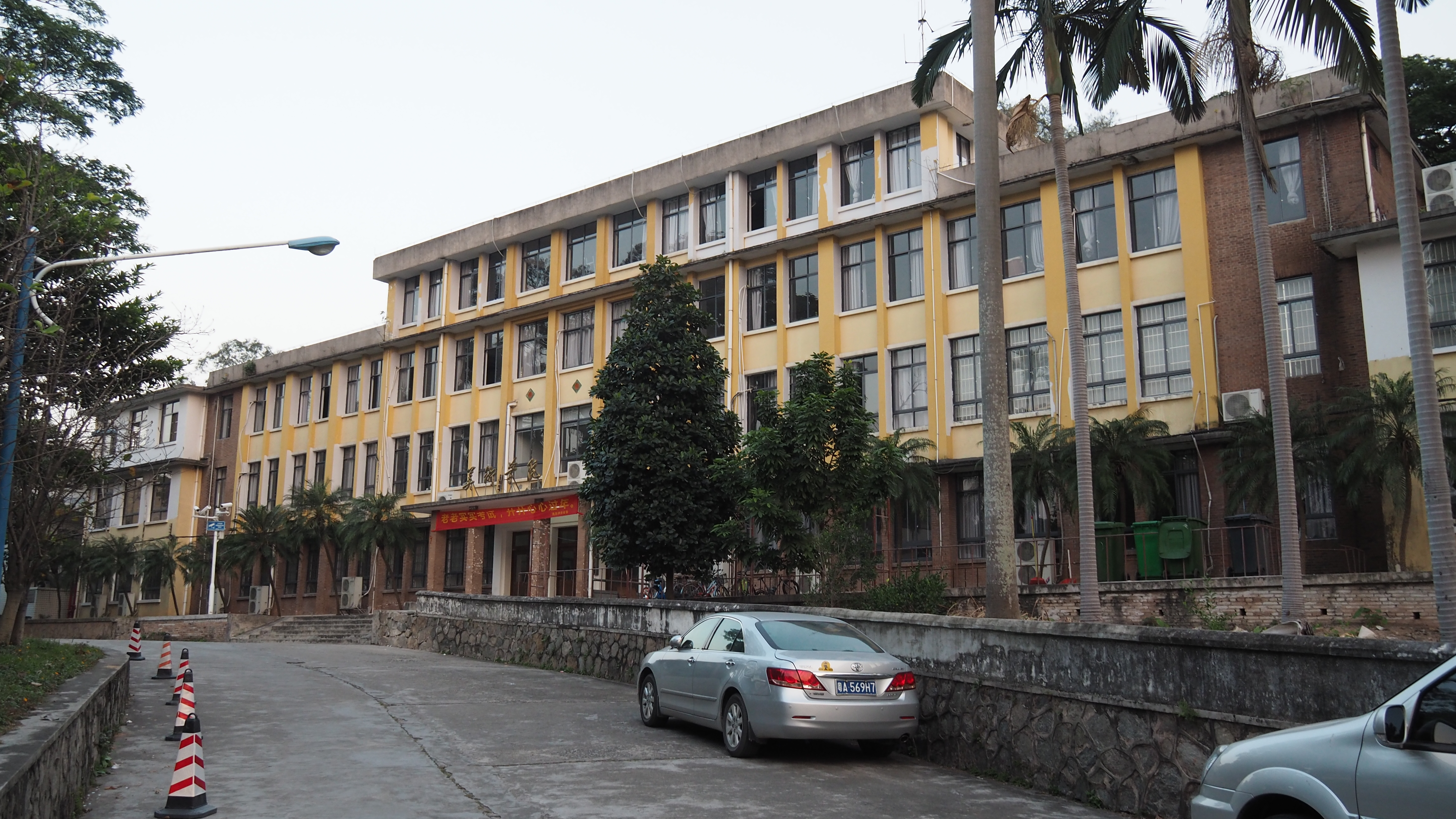
華師第三教學樓，廣州市歷史建築

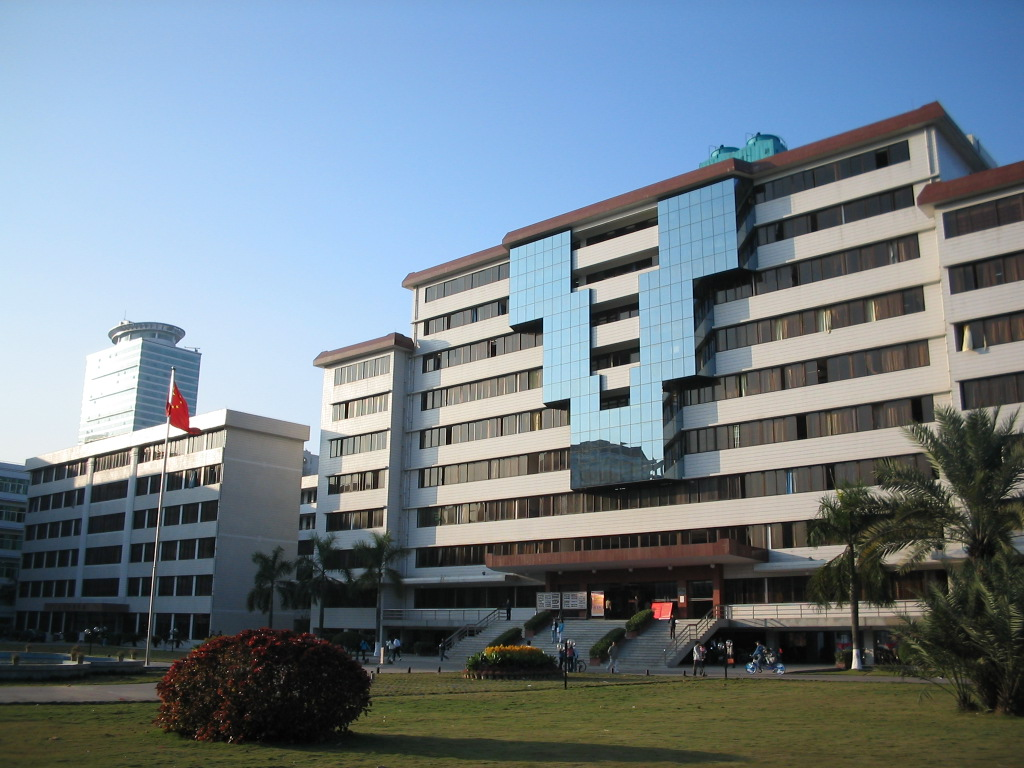
华南师范大学石牌校区行政大楼

### 建国前
1933年8月1日，廣東省立勷勤大學师范学院成立，林砺儒任院长，共设文史、数理化、博物地理3学系。1935年3月，勷勤大学师范学院更名为勷勤大学教育学院，增设教育系。1936年，勷勤大学迁至广州石榴岗。1937年9月，广州行将沦陷，勷勤大学教育学院撤离石榴岗。
1938年7月，勷勤大学教育学院独立为广东省立教育学院。
1939年9月，广东省立教育学院改称广东省立文理学院，广东省立体育专科学校并入，增设体育专修科。1946年9月，广东省立文理学院迁回石榴岗。

### 建国后
1950年10月，改称广东省文理学院。
1951年6月，广东省文理学院并入中山大学师范学院、私立华南联合大学教育系，成立华南师范学院，共设9系1科。1952年，广州区高等学校院系调整工作委员会下令华南师范学院迁往黄华路原造币厂旧址，两个月后调整到石牌南方大学校址。同年，南方大学俄语系、私立岭南大学教育系、国立海南师范学院、国立广西大学教育系、湖南大学史地系地理专修科、国立南昌大学师范部地理专修科和海南师范专科学校等院校及系科并入。
1970年10月，华南师范学院改称为广东师范学院。

### 改革开放
1977年11月，恢复原称华南师范学院。1978年，确立为广东省重点大学。
1982年10月，易名为华南师范大学。1996年，进入211工程重点建设大学行列。2000年，创立南海校区。2003年，创立大学城校区。2015年，成为广东省人民政府和教育部共建高校，并进入广东省高水平大学整体建设高校行列。2017年9月，进入世界一流学科建设高校行列。
2021年1月，根据广东省委、省政府安排部署，决定将在建的、由深圳大学对口帮扶筹建的汕尾理工学院整体转设为华南师范大学汕尾校区；5月6日，华南师范大学与广东省教育厅、汕尾市政府和深圳大学签署共建华南师范大学汕尾校区工作协议；9月12日，华南师范大学汕尾校区正式启用。

## 学校象征

### 校徽
校徽包括徽志和徽章。徽志主体图案为三个“人”字的交叠。以“人”为造型素材，旨在阐明“以人为本”、“三人行必有我师”的办学理念，表达“青出于蓝而胜于蓝”的育人追求。徽章为题有校名的长方形证章。学生徽章为白底红字，配以红色边框；教职工徽章为红底白字，配以白色边框 。

### 校旗
校旗为蓝色长方形旗帜（长宽比为3：2），中文校名下配以英文校名，左侧配以白色背景的学校徽志。

## 教研机构
| 校区       | 学院                         | 本科专业 |
| ---------- | ---------------------------- | --- |
| 石牌校区   | 教育科学学院                 | 教育学（师范）、小学教育（师范）、学前教育（师范）、特殊教育（师范）                                           |
| 石牌校区   | 美术学院                     | 美术学（师范）、视觉传达设计、环境设计、数字媒体艺术、产品设计                                                 |
| 石牌校区   | 外国语言文化学院             | 英语（师范）、英语、翻译、日语、俄语                                                                           |
| 石牌校区   | 数学科学学院                 | 数学与应用数学（师范）、金融数学、信息与计算科学、应用统计学                                                   |
| 石牌校区   | 生命科学学院                 | 生物科学（师范）、生物技术、生物工程                                                                           |
| 石牌校区   | 地理科学学院                 | 地理科学（师范）、自然地理与资源环境、人文地理与城乡规划、地理信息科学                                         |
| 石牌校区   | 教育信息技术学院             | 教育技术学（师范）、教育技术学、新闻学、传播学                                                                 |
| 石牌校区   | 计算机学院                   | 计算机科学与技术（师范）、计算机科学与技术、网络工程                                                           |
| 石牌校区   | 心理学院                     | 心理学（师范）、应用心理学、心理学基地班                                                                       |
| 石牌校区   | 哲学与社会发展学院           | 思想政治教育（师范）、哲学、社会工作                                                                           |
| 石牌校区   | 历史文化学院                 | 历史学（师范）                                                                                                 |
| 石牌校区   | 马克思主义学院               | 思想政治教育（师范）、马克思主义理论                                                                           |
| 大学城校区 | 文学院                       | 汉语言文学（师范）                                                                                             |
| 大学城校区 | 经济与管理学院               | 经济学、金融学、国际经济与贸易、人力资源管理、信息管理与信息系统、电子商务、会计学、物流管理、财务管理         |
| 大学城校区 | 物理与电信工程学院           | 物理学（师范）                                                                                                 |
| 大学城校区 | 化学学院                     | 化学 （师范）、新能源材料与器件、材料化学                                                                      |
| 大学城校区 | 音乐学院                     | 音乐学（师范）、舞蹈学（师范）、音乐表演                                                                       |
| 大学城校区 | 法学院                       | 法学 |
| 大学城校区 | 政治与公共管理学院           | 政治与行政学、行政管理、管理科学、公共事业管理                                                                 |
| 大学城校区 | 体育科学学院                 | 体育教育（师范）、社会体育指导与管理、运动训练（单招）                                                         |
| 大学城校区 | 旅游管理学院                 | 旅游管理、会展经济与管理、酒店管理                                                                             |
| 大学城校区 | 信息光电子科技学院           | 光电信息科学与工程、信息工程                                                                                   |
| 大学城校区 | 环境学院                     | 环境科学、环境工程                                                                                             |
| 南海校区   | 软件学院                     | 软件工程、软件工程（中外联合培养）                                                                             |
| 南海校区   | 国际商学院                   | 金融学（中外合作办学）、大数据管理与应用、大数据管理与应用（中外联合培养）、财务管理、财务管理（中外联合培养） |
| 南海校区   | 城市文化学院                 | 文化产业管理、网络与新媒体、网络与新媒体（中外联合培养）                                                       |
| 南海校区   | 半导体科学与技术学院         | 集成电路设计与集成系统                                                                                         |
| 南海校区   | 电子信息与工程学院           | 电子信息科学与技术、电子信息工程、通信工程                                                                     |
| 南海校区   | 人工智能学院                 | 人工智能 |
| 南海校区   | 阿伯丁数据科学与人工智能学院 | 人工智能（中外合作）、软件工程（中外合作）、信息管理与信息系统（中外合作）                                     |
| 南海校区   | 国际联合学院                 | - |
| 汕尾校区   | 材料与新能源学院             | 储能科学与工程、材料物理、科学教育（师范）                                                                     |
| 汕尾校区   | 数据科学与工程学院           | 数据科学与大数据技术、物联网工程                                                                               |
| 汕尾校区   | 职业教育学院                 | 网络工程（师范，职教师资）、电子商务（职业教育师范），英语（职业教育师范）                                     |
| 汕尾校区   | 基础教育学院                 | 小学教育（师范，教师专项）、学前教育（师范，教师专项）                                                         |
| 汕尾校区   | 创意设计学院                 | 服装与服饰设计                                                                                                 |
| 汕尾校区   | 商学院                       | 金融科技 |
| 汕尾校区   | 行知书院                     | |

## 校友
华南师范大学校友是指曾在华南师范大学及前身学习或者工作过的学生、学员和教职工以及被学校授予各种荣誉学位和荣誉职衔的中外各界人士。

### 历任校长
- 刘颂豪（1987年2月－1992年12月）
- 管林（1992年12月－1997年5月）
- 颜泽贤（1997年6月－2004年3月）
- 王国健（2004年3月－2008年7月）
- 刘鸣（2008年7月－2017年9月）
- 王恩科（2017年9月－2023年12月）
- 杨中民（2023年12月－）

### 历史名师
| - 林砺儒 - 杜国庠 - 陈唯实 - 王燕士 - 马肖云 | - 罗浚 - 汪德亮 - 康白情 - 李镜池 - 吴三立 - 王越 - 饶宗颐 | - 李匡武 - 阮镜清 - 叶佩华 - 朱勃 - 叶述武 - 黄友谋 - 刘颂豪 |

### 著名学生
- 林木声：曾任广东省政协副主席。
- 刘联华：曾任广东省军区司令员，第十二届全国人大代表。
- 郑泽光：现任中华人民共和国驻英国大使。
- 刘颂豪：中国光学和激光专家，中国科学院院士。
- 林峻：澳門著名指揮家、音樂家。
- 翁齐浩 (Qihao Weng)：旅美地理学家、遥感专家、欧洲科学院外籍院士。

## 附属机构

### 医院

#### 直属附属医院
- 华南师范大学医院（广州市天河区石牌街道华师社区卫生服务中心）

#### 非直属附属医院
- 华南师范大学附属三九脑科疾病与康复医院[8]（广东三九脑科医院、暨南大学附属脑科医院）

### 学校

#### 直属
- 华南师范大学附属中学
- 华南师范大学附属小学
- 华南师范大学附属幼儿园

#### 合作办学
由华南师范大学教育发展中心管理。根据教育部规定，义务教育阶段民办学校不再保留“华南师范大学附属学校”名称。
| 类型   | 所在地 | 学校                               |
| ------ | ------ | ---------------------------------- |
| 学校   | 广州   | 华南师范大学附属初级中学           |
| 学校   | 广州   | 华南师范大学附属广州大学城小学     |
| 学校   | 广州   | 华南师范大学附属朱村实验小学       |
| 学校   | 广州   | 华南师范大学附属增江实验小学       |
| 学校   | 广州   | 华南师范大学附属从化实验小学       |
| 学校   | 广州   | 华南师范大学附属中新实验小学       |
| 学校   | 广州   | 华南师范大学附属荔湾小学           |
| 学校   | 广州   | 华南师范大学附属南沙中学           |
| 学校   | 广州   | 华南师范大学附属新塘学校           |
| 学校   | 广州   | 华南师范大学附属增城学校           |
| 学校   | 广州   | 华南师范大学附属花都学校           |
| 学校   | 广州   | 华南师范大学附属黄埔实验学校       |
| 学校   | 广州   | 华南师范大学附属开发区实验小学     |
| 学校   | 佛山   | 华南师范大学附属顺德北滘学校       |
| 学校   | 佛山   | 华南师范大学附属南海实验高中       |
| 学校   | 深圳   | 华南师范大学附属龙岗大运学校       |
| 学校   | 深圳   | 华南师范大学附属平湖学校           |
| 学校   | 深圳   | 华南师范大学附属雅宝小学           |
| 学校   | 深圳   | 华南师范大学附属光明星河小学       |
| 学校   | 惠州   | 华南师范大学附属惠阳学校           |
| 学校   | 惠州   | 华南师范大学附属仲恺小学           |
| 学校   | 江门   | 华南师范大学附属鹤山市方圆实验学校 |
| 学校   | 茂名   | 华南师范大学附属茂名滨海学校       |
| 学校   | 茂名   | 华南师范大学附属茂南实验学校       |
| 学校   | 茂名   | 华南师范大学附属电白学校           |
| 学校   | 茂名   | 华南师范大学砺儒高级中学           |
| 学校   | 汕头   | 华南师范大学附属濠江实验学校       |
| 学校   | 清远   | 华南师范大学附属清远高新学校       |
| 学校   | 潮州   | 华南师范大学附属潮州学校           |
| 学校   | 揭阳   | 华南师大粤东实验学校               |
| 学校   | 揭阳   | 华南师范大学附属普宁学校           |
| 学校   | 汕尾   | 华南师范大学附属汕尾学校           |
| 学校   | 汕尾   | 华南师范大学附属陆丰学校           |
| 学校   | 梅州   | 华南师范大学附属广梅园小学         |
| 学校   | 上饶   | 华南师范大学附属上饶经开区实验学校 |
| 幼儿园 | 广州   | 华南师范大学附属南沙幼儿园         |
| 幼儿园 | 深圳   | 华南师范大学附属光明星河幼儿园     |
| 幼儿园 | 佛山   | 华南师范大学附属绿院子·至真幼儿园  |
| 幼儿园 | 佛山   | 华南师范大学附属大沥（禹源）幼儿园 |
| 幼儿园 | 惠州   | 华南师范大学附属惠阳幼儿园         |
| 幼儿园 | 汕头   | 华南师范大学附属濠江幼儿园         |
| 幼儿园 | 云浮   | 华南师范大学附属云城幼儿园         |
| 幼儿园 | 云浮   | 华南师范大学附属罗城幼儿园         |

## 排名声誉
- 根據教育部第五轮学科评估结果，华南师范大学心理学获评A+（国内排名前3%），马克思主义理论、教育学，体育学获评A-（国内排名7%～12%）。
- 在人文社会科学领域，根据浙江工商大学学术评价与科技统计研究院研制的《中国高校人文社科发展报告2024》评价排名，华南师范大学国内排名21。